# Grevillea dimorpha
Grevillea dimorpha é uma espécie de planta com flores da família Proteaceae, endêmica do Parque Nacional dos Grampians [en] em Victoria, na Austrália. Trata-se de um arbusto ereto a espalhado, com folhas elípticas a lineares ou ovadas, com a extremidade mais estreita voltada para a base, e grupos de flores vermelho-vivo.

## Descrição
A Grevillea dimorpha é um arbusto que varia de ereto a espalhado, alcançando geralmente de 0,4 a 3 m de altura. Suas folhas são elípticas a lineares ou ovadas, com a parte mais estreita na base, medindo de 50 a 150 mm de comprimento e de 1,5 a 20 mm de largura, com as bordas curvadas para baixo ou enroladas. A superfície inferior das folhas é coberta por pelos sedosos. As flores, geralmente dispostas nas axilas das folhas, formam grupos pendentes de duas a dezesseis flores, exibindo um vermelho brilhante. O pistilo tem de 21 a 26 mm de comprimento. A floração ocorre principalmente entre agosto e dezembro, e o fruto é um folículo elíptico de 12 a 16 mm de comprimento, com superfície irregular.

## Taxonomia
A Grevillea dimorpha foi descrita formalmente em 1855 por Ferdinand von Mueller na revista Transactions of the Philosophical Society of Victoria, a partir de espécimes coletados nos Grampians. O epíteto específico (dimorpha) significa "com duas formas".

## Distribuição e habitat
A Grevillea dimorpha cresce em bosques abertos e florestas com solo arenoso no Parque Nacional dos Grampians, em Victoria.

## Estado de conservação
A espécie é classificada como "em perigo" sob a Lei de Garantia da Flora e Fauna de 1988 e como "rara" em Victoria, na lista consultiva de plantas raras ou ameaçadas do Departamento de Sustentabilidade e Meio Ambiente, intitulada Advisory list of rare or threatened plants in Victoria.